# Или (Ајова)
Или (енгл. Ely) град је у америчкој савезној држави Ајова. По попису становништва из 2010. у њему је живело 1.776 становника.

## Демографија
Према попису становништва из 2010. у граду је живело 1.776 становника, што је 627 (54,6%) становника више него 2000. године.
| Група             | 2000.         | 2010.         |
| Белци             | 1.117 (97,2%) | 1.704 (95,9%) |
| Афроамериканци    | 4 (0,3%)      | 6 (0,3%)      |
| Азијати           | 2 (0,2%)      | 9 (0,5%)      |
| Хиспаноамериканци | 11 (1,0%)     | 40 (2,3%)     |
| Укупно            | 1.149         | 1.776         |